# Gentianella anglica
Gentianella anglica là một loài thực vật có hoa trong họ Long đởm. Loài này được (Pugsley) E.F.Warb. mô tả khoa học đầu tiên năm 1952.